# Leonard Revilliod
Leonard Revilliod (26. srpna 1922 Montreux – 16. srpna 1944 Tiree) byl vnuk Tomáše Garrigue Masaryka a vojenský pilot zahynuvší během druhé světové války.

## Život
Leonard Revilliod se narodil 26. srpna 1922 ve švýcarském Montreux lékaři Henrimu Revilliodovi a Olze Masarykové, dceři Tomáše Garrigue Masaryka. V mládí byl členem skauta. Studoval na Collège Calvin v Ženevě. V roce 1940 vykonal společně s matkou a bratrem z obavy před postupujícím Německem cestu přes bojující Francii do Velké Británie. Následně studoval ekonomii, politické vědy a mezinárodní právo na univerzitě ve skotském Edinburghu, kde i promoval. Byl švýcarským občanem a tak v roce 1942 požádal na jeho velvyslanectví o povolení ke vstupu do Royal Air Force. Z důvodu zachování švýcarské neutrality souhlas neobdržel, navíc mu hrozilo, že pokud válku přežije, bude čelit soudu. Přesto do RAF vstoupil s přáním sloužit v některé z československých bojových perutí. Byl vybrán pro pilotní výcvik, který ukončil v březnu 1944. Sloužit u československé bojové peruti mu nebylo umožněno z důvodu, že jeho strýc Jan Masaryk zastával post ministra zahraničí Československé exilové vlády, a proto nebylo vhodné riskovat zajetí. Leonard Revilliod byl proto přiřazen k meteorologické 518. peruti RAF, kde zastával post druhého pilota a dosáhl hodnosti nadporučíka. Tato podle jeho slov neaktivní role se mu nezamlouvala, a proto třikrát žádal o převelení. Nikdy se jej nedočkal, dne 16. srpna 1944 zahynul i s celou posádkou během přistávacího manévru při srážce jeho Halifaxu s jiným letounem v důsledku chyby řídící věže nad skotským ostrovem Tiree, kde je i pohřben.

## Leonard Revilliod v umění

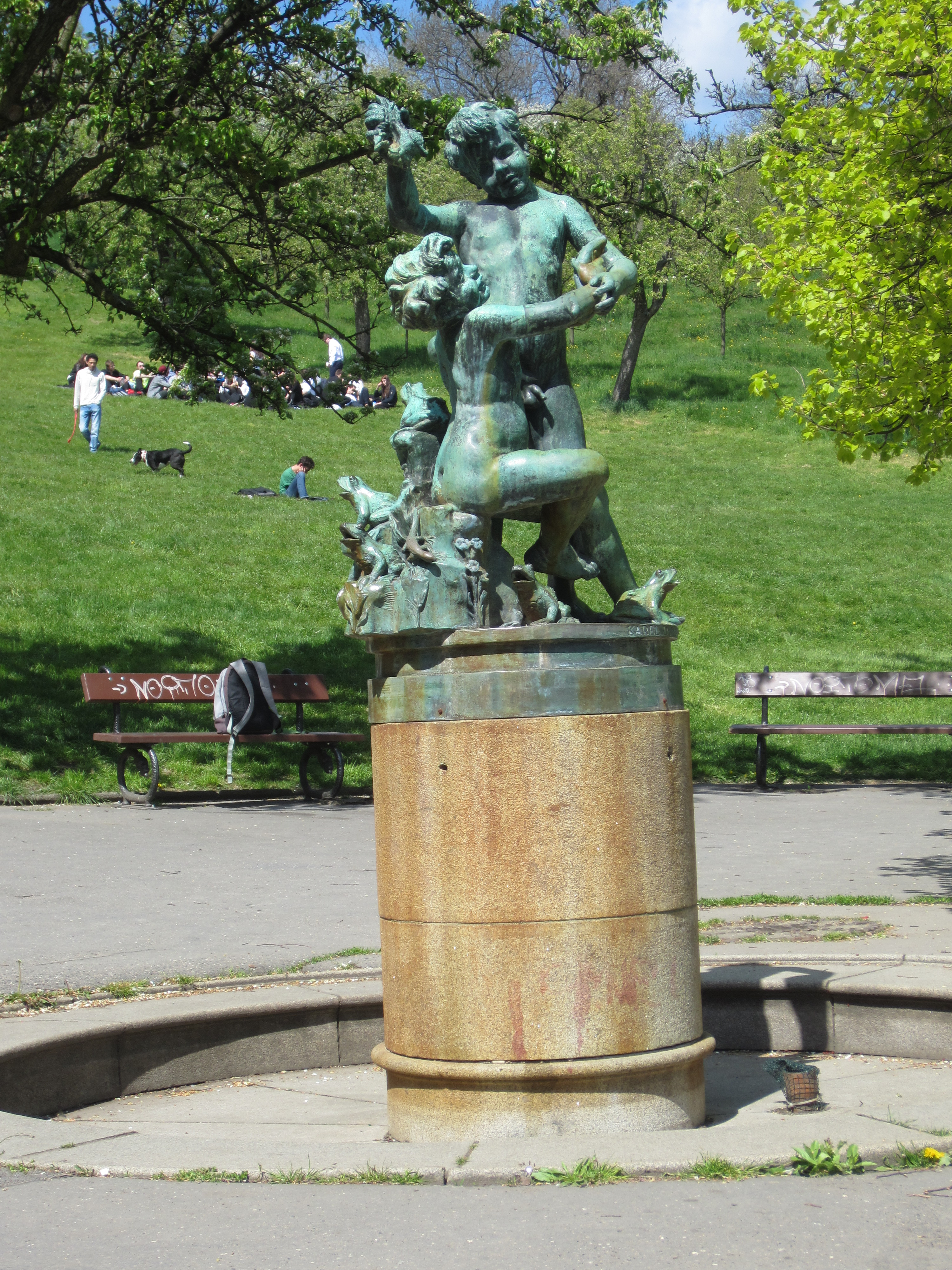
Fontána Hrající si chlapci v Seminářské zahradě

Bratři Herbert a Leonard Revilliodové se stali předobrazem dvou hrajících si chlapců v sousoší Karla Dvořáka zakomponovaného ve fontáně v Seminářské zahradě v Praze.